# VORCHAOS
VORCHAOS（ヴォルケイオス）は、日本のメタル・ラウドロックバンド。

## 略歴
2010年結成。同年6月6日、吉祥寺CRESCENDOにて初ライブを敢行。
同年10月15日、松下IMPホールで開催された「LOUDNESS TRIBUTE TO MUNETAKA HIGUCHI」にて、LOUDNESSのオープニングアクトを担当。
2011年6月25日、BALZACとニューロティカによる「死闘!極楽!骨骨ピエロのロックンロールホラーショー!!～東名阪頂上作戦～」ツアーファイナル東京公演にて、オープニングアクト出演。
2012年1月8日、1stシングル「not ONLY ONE」をリリース。
その後、メンバーチェンジを経て、2012年4月より現在の主要メンバーで活動。
2013年11月8日、1stアルバム「Vortex of chaos」リリース。
2014年4月5日、2ndシングル「幻想DIMENSION」を通販限定リリース。
2014年11月8日、吉祥寺CRESCENDOにて初のワンマンライブを敢行。
2015年7月3日、2ndアルバム「Singularity」をリリース。同年12月、岡林裕二（大日本プロレス）のテーマソングとして同作収録曲の「Alien」が起用された。
2016年6月、PS4オンラインゲーム「LET IT DIE」の音楽コラボ企画による公式参加楽曲に「LET IT DIE～おまえに届くまで～」が決定。
2016年9月17日、高田馬場CLUB PHASEにて開催のCHIROLYN 30th Anniversary tour「ROCKERS MANIA 2016」に出演。
2017年2月8日、3rdアルバム「Vorchaos」にてキングレコードよりメジャーデビュー。同年5月6日、ゆうばり国際ファンタスティック映画祭にて上映の映画「ヴァンパイア ナイト」の主題歌として、本作収録の「Vortex」が起用。
2017年6月30日、メジャーデビューアルバム「Vorchaos」リリースツアーファイナルとして、原宿アストロホールにてワンマンライブを開催。
2018年2月10日、表参道GROUNDにてメジャーデビュー1周年記念ワンマンライブを開催。
2018年6月9日、韓国・ソウル PRISM LIVE HALLにて開催の「No Mercy Fest. Vol.8」にヘッドライナー出演。
2018年11月18日、渋谷TSUTAYA O-WESTにて、Amiliyah、IBUKIとの3マンライブ「The Trinity」を開催。
2020年7月17日、シングル「MYSTERY NIGHT TOUR」リリース。本作のリードトラックは「MYSTERY NIGHT TOUR 2020 稲川淳二の怪談ナイト」テーマソングに起用されている。
2021年6月5日、Kaz（ギター）が脱退。
2022年1月14日、4thアルバム「Tear drop」をデジタルリリース。同年4月20日、同作のCD版をリリース。
2022年11月15日、渋谷club asiaにて開催のフェスイベント「UNLIMITED FES」に出演。同公演にてEXiNAと共演。
2023年1月15日、日比谷野外音楽堂にて開催の大日本プロレス・日比谷野外音楽堂大会「LOVE THE LIVE 2023 in 野音」にアコースティックライブ出演。

## メンバー

### 現メンバー
- 淳 - ボーカル[24]
- yuzo - ギター
- Fuji - ベース
- Masashi"USHI"Ushijima - ドラム[25]

### 旧メンバー
- Kaz - ギター[26]
- YU - ベース
- Hayato - ドラム

### サポートメンバー
- Takuya"Picasso"Nakata（HONE YOUR SENSE） - ドラム

## ディスコグラフィ

### シングル
|     | 発売日        | タイトル           | 規格 | 規格品番  | 収録曲 | 備考 |
| --- | ------------- | ------------------ | ---- | --------- | --- | --- |
| 1st | 2012年1月8日  | not ONLY ONE       | CD   |           | 1. Chaos core 2. Unchange the world 3. テクノブレイク                                                                   | 廃盤 |
| 2nd | 2014年4月5日  | 幻想DIMENSION      | CD   | VORC-0002 | 1. Chaos core 2. 碧 限りなく… 3. 幻想DIMENSION                                                                          | 通販限定販売 |
| 3rd | 2020年7月17日 | MYSTERY NIGHT TOUR | CD   | MNT-2020  | 1. MYSTERY NIGHT TOUR 2. He's back again… 3. MYSTERY NIGHT TOUR ＜Backing Track＞ 4. He's back again… ＜Backing Track＞ | 「MYSTERY NIGHT TOUR 2020 稲川淳二の怪談ナイト」テーマソング（#1） 市川うららFM「RADI-GRA」2020年12月度エンディングテーマ（#1） ※稲川淳二 参加（#2） |

### アルバム
|     | 発売日        | タイトル        | 規格 | 規格品番  | 収録曲 | オリコン 最高順位 | 備考                                                  |
| --- | ------------- | --------------- | ---- | --------- | --- | ----------------- | ----------------------------------------------------- |
| 1st | 2013年11月8日 | Vortex of chaos | CD   | VORC-0001 | 1. not ONLY ONE 2. Chaos core 3. 誰そ彼 4. Interlude～Unleash the wild～ 5. Monster 6. 碧 限りなく… 7. Interlude～Nobody～ 8. 幻想DIMENSION 9. あの丘の向こう 10. Catastrophe 11. Decided only way forward 12. Unchanged the world 13. テクノブレイク 14. Give a cry 15. Acoustic Chaos core end (Bonus Track) |                   |                                                       |
| 2nd | 2015年7月3日  | Singularity     | CD   | VORC-0003 | 1. Singularity 2. lm! 3. -Black Star- 4. 零れ星 5. Alien 6. 光溢れる場所 7. G.Y.A.H. 8. -Zero- |                   |                                                       |
| 3rd | 2017年2月8日  | Vorchaos        | CD   | KICS-3458 | 1. Vortex 2. Infinity 3. LET IT DIE～おまえに届くまで～ 4. Unlimited 5. 遠く・・・ 6. introduction～鼓動～ 7. Abanthrash 8. Shiny 9. O.D.ORE 10. rinne 11. 名も無き花 | 233位             | メジャーデビューアルバム                              |
| 4th | 2022年4月20日 | Tear drop       | CD   | VORC-0004 | 1. 色づくセカイ 2. Tear drop 3. ultimately 4. たまゆら 5. me 6. セイギノミカタ 7. Roast beast -Lost peace- 8. 季節の終わり |                   | 2022年1月14日、先行デジタルリリース ※紙ジャケット仕様 |

### 参加作品
| 発売日         | アーティスト    | タイトル                        | 規格                   | 収録曲                                                  | 備考              |
| -------------- | --------------- | ------------------------------- | ---------------------- | ------------------------------------------------------- | ----------------- |
| 2021年5月5日   | atsusix project | Xanadu (feat. 淳)               | デジタル・ダウンロード | 1. Xanadu (feat. 淳)                                    | 淳 ヴォーカル参加 |
| 2022年10月30日 | atsusix project | Ache                            | CD                     | 1. Ache Featuring.HALCA（HIGH and MIGHTY COLOR） and 淳 | 淳 ヴォーカル参加 |
| 2022年10月30日 | EVILLEN         | Reason To Get Lost (Here We Go) | デジタル・ダウンロード | 1. Reason To Get Lost (Here We Go)                      | 淳 コーラス参加   |
| 2023年4月30日  | atsusix project | Paralyze                        | CD                     | 1. Paralyze (feat. 淳) 2. Ache                          | 淳 ヴォーカル参加 |
| 2023年7月28日  | 5%BERMUDA       | －RUTEN－ feat.淳 (VORCHAOS)    | デジタル・ダウンロード | 1. －RUTEN－ feat.淳 (VORCHAOS)                         | 淳 ヴォーカル参加 |

## タイアップ
| 曲名                           | タイアップ                                                                                  |
| ------------------------------ | ------------------------------------------------------------------------------------------- |
| Alien                          | 岡林裕二（大日本プロレス）テーマソング                                                      |
| 光溢れる場所                   | 市川うららFM「exSTRAM DEAR」2015年7月度～8月度エンディングテーマ                            |
| ―Zero―                         | 大日本プロレス 転換SE                                                                       |
| Vortex                         | ゆうばり国際ファンタスティック映画祭 上映映画「ヴァンパイア ナイト」主題歌                  |
| Vortex                         | ニッポン放送「オールナイトニッポン・ディレクターズプッシュ」2017年2月度パワープレイ曲       |
| Vortex                         | FM TARO「HOT POWER SPIN」2017年2月度パワープレイ曲                                          |
| LET IT DIE～おまえに届くまで～ | PS4オンラインゲーム「LET IT DIE」音楽コラボ企画 公式参加曲                                  |
| 名も無き花                     | FM岩手「Reputation Cut's」2017年2月度パワープレイ曲                                         |
| MYSTERY NIGHT TOUR             | 「MYSTERY NIGHT TOUR 2020 稲川淳二の怪談ナイト」テーマソング                                |
| MYSTERY NIGHT TOUR             | 市川うららFM「RADI-GRA」2020年12月度エンディングテーマ                                      |
| MYSTERY NIGHT TOUR             | ラジオドラマ「この世界に転生したくない件」エンディングテーマ                                |
| He's back again…               | ラジオドラマ「モフモフ」エンディングテーマ                                                  |
| 遠く・・・                     | 市川うららFM「プロジェクト・リーフェリア 虹の架け橋」2023年6月度 第二週目エンディングテーマ |

## 出演

### テレビ
- SAMURAI TUNES（2015年5月17日、スカパー! Ch529.ベターライフチャンネル）
- 8キュン（2015年8月22日、めんこいテレビ）
- MUSIC TRIBE TV（2017年5月3日・2018年11月21日、OHK）
- ミルンへカモン! なんしょん?（2020年10月22日、OHK）
- ユタンポ（2020年11月6日、RSK）
- Japan's Got Talent シリーズ1 セミファイナル後編（2023年2月18日、ABEMA）
- 欽ちゃん&香取慎吾の全日本仮装大賞（2024年2月12日、日本テレビ）
- うたごえプロジェクト めをとじ（2024年6月11日、テレビ東京）

### ラジオ
- ROCK RUSH RADIO（2013年10月24日、ラジオ日本）
- WEEKLY MAVERICK HOUR HEAVY METAL ROMANCE（2013年10月29日、FMドラマシティ）
- Evening JAM（2013年11月13日、FM TARO）
- 今西祐介のハロアル・レディオ（2013年11月22日・2019年2月8日・2021年4月16日・5月28日・7月16日・2022年12月23日・30日・2023年3月17日・6月9日・10月20日・12月29日、レインボータウンFM）
- Music Rainbow☆（2013年12月20日・2020年1月24日・7月24日、エフエム熱海湯河原）
- ROCK or DIE（2013年12月20日・2015年10月30日、COAST-FM）
- WEEKLY MUSIC TOP20（2014年1月25日、FM西東京）
- ラジmott!（2014年4月4日、FM青森）
- 土曜 トモラジ いいね（2014年4月5日、RAB青森放送）
- 日曜わいわいパラダイス（2014年4月6日、FMアップルウェーブ）
- Rainbow Fly-Day DX（2014年4月11日、静岡エフエム放送）
- Evening Wave（2014年4月11日、CTY-FM）
- konatsuのジョウホウMAX（2014年4月20日）
- ラジカルト!（2014年5月8日、BAY WAVE）[33]
- CRK MUSIC H.E.A.D.S.（2014年6月30日、ラジオ関西）
- 瓶太・奈緒子のおしゃべりワールド（2014年7月4日、エフエムあまがさき）[34]
- Count Down Ota!（2014年7月5日・8月23日・2017年3月25日、FM TARO）
- exSTRAM DEAR（2014年11月1日・2015年4月4日・6月6日・7月4日、市川うららFM）
- 尼ロック（2015年2月7日、エフエムあまがさき）
- びびすた♪（2015年2月23日、BeFM）
- 吉祥寺ロックレディオ!（2015年5月29日、むさしのFM）
- 岩手産直型音楽番組FARMIC underpath! edition（2015年7月2日、FM岩手）
- 24wagon（2015年8月10日 - 16日・2017年7月14日、YES-fm）[35]
- Posh!（2015年8月21日・2017年5月12日、FM岩手）
- 吉祥寺ロックレディオ!年末スペシャル（2015年12月30日、むさしのFM）
- キャプテン和田の劇的メタル in FaRao（2017年1月25日、FaRao）
- HEADBANGERS!!（2017年2月13日、InterFM897）
- カモナ・マイRadio!（2017年4月14日、RSKラジオ）
- アンダーパスの濃厚アンパスタイムDX（2017年5月1日・8日、奥州エフエム）
- AMA ROCK（2017年6月17日、エフエムあまがさき）
- BUZZ ROCK（2017年6月26日、エフエム大阪）
- 月刊アボカド（2018年3月9日、市川うららFM）
- A-Line Music Radio（2018年4月6日 - 12月28日、レインボータウンFM）
- ATZINAの中央線がすきだ（2020年4月17日・24日、むさしのFM）
- 東哲平のMONO MUSIC QUEST（2020年6月13日、FM千里）
- レディオモモ朝刊ラジオ～元気!おかやま（2020年7月14日・2022年4月26日、岡山シティエフエム）
- VOICE（2020年7月17日、Shibuya Cross-FM）
- ゆうラジ スナらじ（2020年7月21日・2022年6月13日、FM-Hi!）
- トワイライトビーチ（2020年7月22日、COAST-FM）
- g-sky イブニング JAM（2020年7月23日、FM島田）
- Fujiyama sunset（2020年7月23日、エフエム御殿場）
- サタマニ♪（2020年9月19日、レインボータウンFM）
- 琉球リミテッド～かりゆし超特急～（2020年10月13日、かわさきFM）
- 夕刊ラジオ レディオモモ（2020年10月23日・2022年4月22日、岡山シティエフエム）
- WEEKEND PARADISE（2020年10月26日、FM岡山）
- 華野ルイのRUI's BAR TIME (2020年11月17日、調布FM）
- OKAYAMA SOUND MAGAZINE（2020年11月22日、RSKラジオ）
- RADI-GRA（2021年2月16日、市川うららFM）
- 雄城の音楽研究プロジェクト〜オンタン〜（2022年2月3日、レインボータウンFM）
- MUSIC TRIBE RADIO（2022年3月30日、岡山シティエフエム）
- あもーれマッタリーノ（2022年4月26日、RSKラジオ）
- ミュージックテラス★WANTED（2022年9月17日・2023年1月28日、レインボータウンFM）
- Talking Loud（2022年10月31日、むさしのFM）[36]
- Shibuya Voice（2022年11月11日、Shibuya Cross-FM）
- かわさきUPSTREAM（2022年11月18日、かわさきFM）[37]
- Tokyo Cross Culture PURE METAL NIGHT（2022年12月11日、RadiCro）
- 横須賀マハラジャライン（2023年2月26日・3月5日、FMブルー湘南）
- ウィンディーズマニア！シャバダバ！このみさんに聴いてもらいたいマニアたち（2023年2月28日・2024年2月27日、市川うららFM）
- 渋谷のスバコ（2023年8月8日、渋谷のラジオ）
- ミサトーナイト!!（2023年11月17日・2024年3月8日、レインボータウンFM）
- むさしのライフ（2023年12月27日、むさしのFM）

### WEB番組
- FROZEN CAKE BARのJET USTREAM ATTACK!（2014年5月16日、Ustream）
- 樋口舞のmusica da Leda（2015年7月14日、YouTube）
- 王様ロックTV（2017年2月8日、YouTube）[38]